# Дабар (Херцеговина)
Дабар је назив за подручје Дабарског поља и околине. Под појмом Дабар се означава подручје општине Берковићи и предео до Фатнице у општини Билећа. Ово подручје је у средњем вијеку чинило жупу Дабар. Подручје општине Берковићи чине насељена места: Берковићи, Битуња, Брштаник, Бурмази, Дабрица, До, Љубљеница, Жегуља, Љути До, Меча, Поплат, Предоље, Струпићи, Сузина, Трусина, Хатељи, Ходово, Хргуд и Шћепан Крст. Насељена места у општини Билећа која чине Дабар су: Бијељани, Горњи Давидовићи, Дивин, Долови, Доњи Давидовићи, Засада, Кути, Милавићи и Присоје.

## Географија
Налази се у Херцеговини.

## Историја
Ово подручје је у средњем вијеку чинило жупу Дабар.